# Inspiration Ministries
Die Inspiration Ministries ist ein evangelikales Medienunternehmen mit Sitz in Indian Land, South Carolina, südlich von Charlotte, North Carolina. Sie betreibt The Inspiration Networks.
The Inspiration Networks besteht aus den beiden Kabelnetzwerken INSP und dem internationalen Inspiration Network International (INI): Letzteres wird in Europa, Nordafrika und dem Mittleren Osten verbreitet; es erreicht über 55 Millionen Zuschauer. Inspiration Networks starteten 1990 mit dem des PTL Satellite Network durch den Evangelisten und Prediger der Pfingstbewegung, Morris Cerullo.